# مقاطعة أوزون
مقاطعة أوزون هي تقسيم إداري في ولاية صرخنداريا في أوزبكستان، ومقرها مدينة أوزون.